# سیلورتون (کلرادو)
سیلورتون (به انگلیسی: Silverton) شهری در ایالت کلرادو کشور ایالات متحده آمریکا است که جمعیت آن در سرشماری سال ۲۰۱۰ میلادی، ۶۳۷ نفر بوده‌است .

## نگارخانه

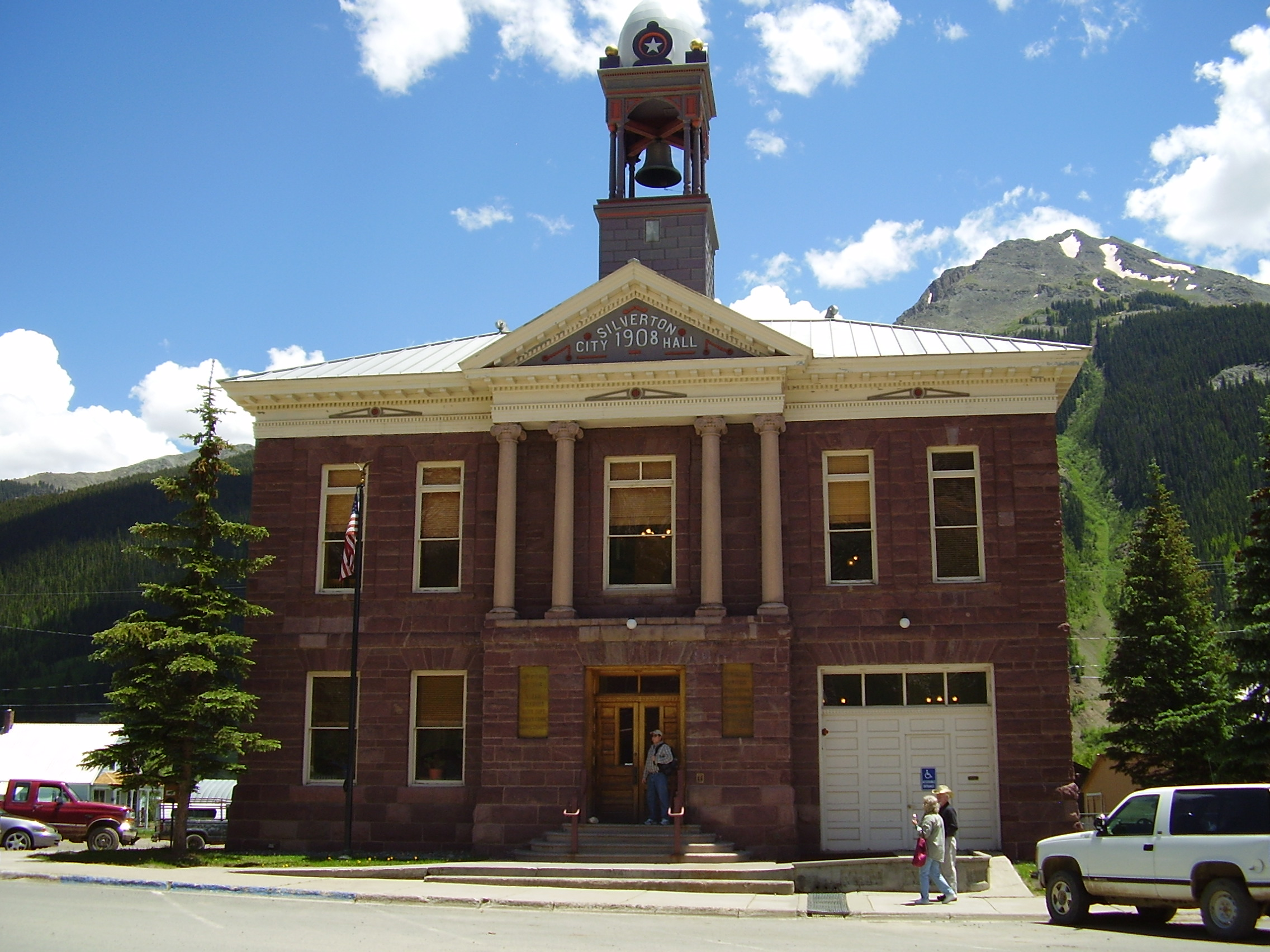
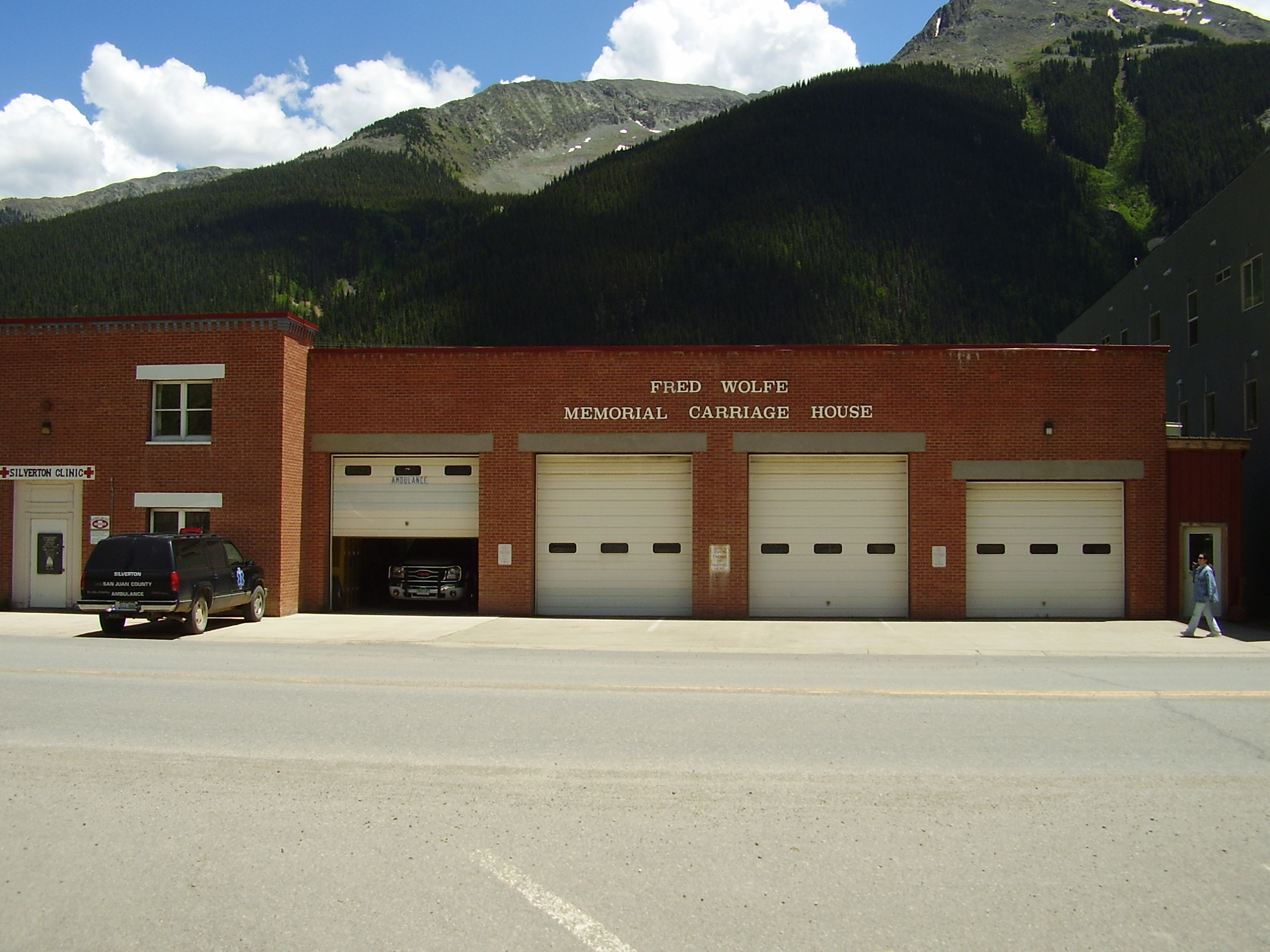
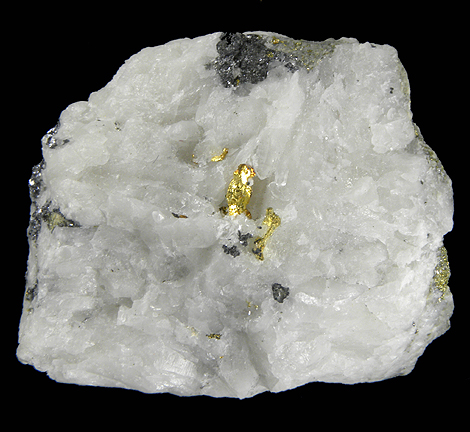
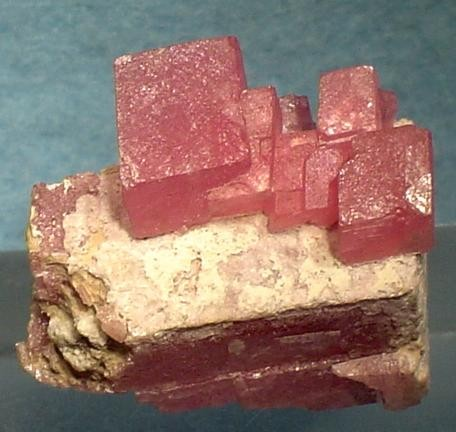